# بپی‌کلمبو
بِپی کُلُمبو (به انگلیسی: BepiColombo) و (به ژاپنی: 水星) نام مأموریت مشترک آژانس فضایی اروپا (ESA) و آژانس کاوش‌های هوافضای ژاپن (JAXA) برای بررسی سیارهٔ تیر (عطارد) است. این مأموریت شامل دو ماهواره است که به‌طور هم‌زمان و پیوسته با هم در ساعت ۰۱:۴۵ یوتی‌سی در ۲۰ اکتبر ۲۰۱۸ به فضا فرستاده شدند. این دو ماهواره در رابطه با مأموریتی که دارند «مدارگرد سیاره‌ای عطارد» (MPO)، و «مدارگرد مگنتوسفری عطارد» (MMO)، نام‌گذاری شده‌اند. هدف از این مأموریت یک مطالعهٔ جامع و گسترده بر روی سیارهٔ عطارد است که بررسی میدان مغناطیسی، مگنتوسفر، و ساختار و سطح داخلی آن سیاره را شامل می‌شود. راه‌اندازی این مأموریت برای ژانویهٔ ۲۰۱۷ میلادی برنامه‌ریزی شده‌بود ولی بعد به اکتبر ۲۰۱۸ موکول شد و به این ترتیب ورود این ماهواره‌ها به مدار عطارد در دسامبر ۲۰۲۵؛ پس از انجام یک پرواز کناری از زمین، دو پرواز کناری از زهره و شش دیدار پرواز کناری از عطارد، صورت خواهد گرفت.
توافق‌های نهایی این مأموریت به عنوان بخشی از برنامهٔ بینش کیهانی در فوریهٔ سال ۲۰۰۷ انجام شد. در نوامبر ۲۰۰۹ پس از سال‌ها طرح و برنامه‌ریزی این مأموریت به عنوان بخشی از برنامهٔ (هورایزن ۲۰۰۰+) آژانس فضایی اروپا تصویب شد.
بِپی کُلُمبو آخرین مأموریت این برنامه است که راه‌اندازی شده است.

## مأموریت
بپی‌کلمبو به نام ژوزفی کلمبو (۱۹۲۰–۱۹۸۴)، دانشمند، ریاضیدان و مهندس ایتالیایی در دانشگاه پادووا ایتالیا، نامگذاری شده است که نخستین‌بار در سال ۱۹۷۴ در مأموریت مارینر ۱۰، مانور کمک گرانشی منفرد گشتاور میان‌سیاره‌ای را اجرا کرد، که امروزه به عنوان روشی معمول توسط پروب‌های میان‌سیاره‌ای مورد استفاده قرار می‌گیرد.
این مأموریت شامل سه جزء است که پس از ورود به عطارد هر جزء به فضاپیمای مستقلی واگذار می‌شود.
- ماژول انتقال عطارد (MTM) برای نیروی جابه‌جایی، ساخته شده توسط ESA
- مدارگرد سیاره عطارد (MPO) ساخته شده توسط ESA
- مدارگرد مگنتوسفری عطارد (MMO)، یا (Mio) ساخته شده توسط JAXA

در طی مراحل پرتاب و کروز، این سه جزء به یکدیگر پیوسته‌اند تا سامانهٔ سفر عطارد (MCS) را تشکیل دهند.

## برنامهٔ مأموریت

مسیر بپی‌کلمبو از ۲۰ اکتبر ۲۰۱۸ تا ۲ نوامبر ۲۰۲۵
بپی‌کلمبو•
زمین•
زهره•
عطارد•
خورشید

جدول زمانی بپی‌کلمبو از ۲۰ اکتبر ۲۰۱۸ تا ۲ نوامبر ۲۰۲۵. دایره یی قرمز پرواز کناری را نشان می‌دهد.

تا تاریخ ۲۰۱۸, برنامه مأموریت به صورت برنامه‌ریزی‌شده:
| تاریخ          | مأموریت                             | توضیح                                                               |
| -------------- | ----------------------------------- | ------------------------------------------------------------------- |
| ۲۰ اکتبر ۲۰۱۸  | پرتاب                               |                                                                     |
| ۶ آوریل ۲۰۲۰   | زمین پرواز کناری                    | ۱٫۵ سال پس از راه‌اندازی                                             |
| ۱۲ اکتبر ۲۰۲۰  | نخستین پرواز کناری زهره             |                                                                     |
| ۱۱ اوت ۲۰۲۱    | دومین پرواز کناری زهره              | ۱٫۳۵ سال زهره پس از نخستین پرواز کناری زهره                         |
| ۲ اکتبر ۲۰۲۱   | نخستین پرواز کناری عطارد            |                                                                     |
| ۲۳ ژوئن ۲۰۲۲   | دومین پرواز کناری عطارد             | ۲ بار گردش (۳ سال عطارد) پس از نخستین پرواز کناری عطارد             |
| ۲۰ ژوئن ۲۰۲۳   | سومین پرواز کناری عطارد             | ۳ بار گردش (۴٫۱۲ سال عطارد) پس از دومین پرواز کناری عطارد           |
| ۵ سپتامبر ۲۰۲۴ | چهارمین پرواز کناری عطارد           | ~۴ بار گردش (۵٫۰۴ سال عطارد) پس از سومین پرواز کناری عطارد          |
| ۲ دسامبر ۲۰۲۴  | پنجمین پرواز کناری عطارد            | ۱ بار گردش (۱٫۰۰ سال عطارد) پس از چهارمین پرواز کناری عطارد         |
| ۹ ژانویه ۲۰۲۵  | ششمین پرواز کناری عطارد             | ~۰٫۴۳ بار گردش (۰٫۴۳ سال عطارد) پس از پنجمین پرواز کناری عطارد      |
| ۵ دسامبر ۲۰۲۵  | ورود به مدار عطارد                  | از هم جدا شدن فضاپیما؛ ۳٫۷۵ سال عطارد پس از ششمین پرواز کناری عطارد |
| ۱۴ مارس ۲۰۲۶   | مدارگرد MPO در مدار نهایی علمی      | ۱٫۱۳ سال عطارد پس از ورود به مدار                                   |
| ۱ مه ۲۰۲۷      | پایان مأموریت به صورت برنامه‌ریزی‌شده | ۵٫۸۲ سال عطارد پس از ورود به مدار                                   |
| ۱ مه ۲۰۲۸      | پایان مأموریت گسترش‌یافته            | ۹٫۹۸ سال عطارد پس از ورود به مدار                                   |